# Terre de surséance

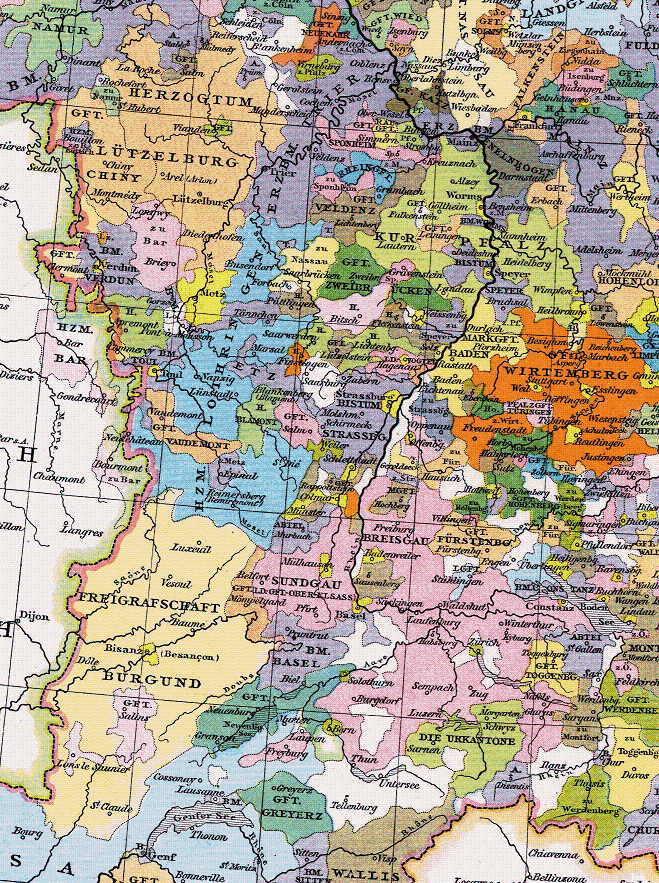
Het hertogdom Lotharingen en het vrijgraafschap Bourgondië binnen het Heilig Roomse Rijk omstreeks 1400

Een terre de surséance was een betwist gebied tussen het vrijgraafschap Bourgondië en het hertogdom Lotharingen, op de grens van de Franse departementen Haute-Saône en Vosges. Omdat de betwiste rechten over deze gebieden niet opgelost geraakten, werd er in 1508 beslist om het statuut van deze gebieden voorlopig onbeslist te laten.
In 1614 werd er met het Verdrag van Fontenoy-le-Château een verdeling overeengekomen: Fontenoy-la-Coste, Montmotier, Le Magny, Trémonzey, Monthureux-sur-Saône kwamen bij het hertogdom Lotharingen en Fougerolles bij het vrijgraafschap Bourgondië. Maar dit verdrag werd niet toegepast en het onbesliste statuut van de terres de surséance bleef voortduren, ook na de aanhechting van Bourgondië bij Frankrijk aan het einde van de 17e eeuw. Pas in 1704 met het Verdrag van Besançon tussen de Franse koning Lodewijk XIV en hertog Leopold van Lotharingen werd een grens getrokken tussen de laatste betwisten gebieden: Fougerolles werd toegewezen aan Frankrijk (Franche-Comté) en Le Val-d'Ajol aan Lotharingen.